# Onychembolus subalpinus
Onychembolus subalpinus är en spindelart som beskrevs av Alfred Frank Millidge 1985. Onychembolus subalpinus ingår i släktet Onychembolus och familjen täckvävarspindlar. Inga underarter finns listade i Catalogue of Life.